# Theope bacenis
Theope bacenis is een vlindersoort uit de familie van de prachtvlinders (Riodinidae), onderfamilie Riodininae.
Theope bacenis werd in 1890 beschreven door Schaus.